# Canton de Morne-à-l'Eau-1
Le canton de Morne-à-l'Eau-1 est une ancienne division administrative française, située dans le département de la Guadeloupe et la région Guadeloupe.

## Composition
Le canton de Morne-à-l'Eau-1 comprenait une fraction de commune :
- Morne-à-l'Eau, fraction de commune

## Représentation
| Période                                                 | Période | Identité        | Étiquette | Qualité                                                                                              |
| ------------------------------------------------------- | ------- | --------------- | --------- | --- |
| 1945                                                    | 1967    | René-Paul Julan | SFIO      | |
| 1967                                                    | 1973    | Gerty Archimède | PCG       | Avocate Députée (1946-1951) Conseillère municipale puis adjointe au maire de Basse-Terre (1947-1955) |
| 1973                                                    | 1992    | Abdon Saman     | DVD       | Maire de Morne-à-l'Eau (1973-1989)                                                                   |
| 1992                                                    | 2004    | Julien Chovino  | PCG       | Médecin Maire de Morne-à-l'Eau (1995-2005)                                                           |
| 2004                                                    | 2015    | Georges Hermin  | FGPS      | Vice-président du conseil général                                                                    |
| Les données antérieures ne sont pas encore mentionnées. |         |                 |           | |